# Asopinae
Sous-famille
Les Asopinae sont une sous-famille d’insectes hémiptères hétéroptères (punaises) de la famille des Pentatomidae. Elle est présente dans le monde entier. On lui connaît plus de 300 espèces réparties dans 63 genres.
Ce sont des punaises prédatrices qui sont utiles comme agents de lutte biologique contre les ravageurs, même contre d'autres espèces de pentatomidés, qui sont toutes herbivores.
Les Asopinae se distinguent par leur large clypéus.

## Systématique
La sous-famille des Asopinae a été décrite pour la première fois en 1843, sous le nom de Asopides, par les entomologistes français Charles Jean-Baptiste Amyot et Jean Guillaume Audinet-Serville.

### Publication originale
- Publication originale : Charles Jean-Baptiste Amyot et Jean Guillaume Audinet-Serville, Histoire naturelle des insectes : Hémiptères, Librairie encyclopédique de Roret, 1843, 657 p. (Biodiversity Heritage Library : 8577057 ), p. 7.

### Genres rencontrés en Europe
- Andrallus Bergroth, 1905
- Arma Hahn, 1832
- Jalla Hahn, 1832
- Macrorhaphis Dallas, 1851 - (Présence douteuse aux Iles Canaries)
- Perillus Stål, 1862
- Picromerus Amyot & Serville, 1843
- Pinthaeus Stål, 1867
- Rhacognathus Fieber, 1860
- Troilus Stål, 1867
- Zicrona Amyot & Serville, 1843

### Genres rencontrés dans le monde
- Afrius Stål, 1870[3]
- Alcaeorrhynchus Bergoth, 1891[4]
- Amyotea Ellenrieder, 1862
- Anasida Karsch, 1892
- Andrallus Bergroth, 1905[5]
- Apateticus Dallas, 1851
- Apoecilus Stål, 1870
- Arma Hahn, 1832
- Australojalla Thomas, 1994
- Blachia Walker, 1867[6]
- Brontocoris Thomas, 1992
- Bulbostethus Ruckes, 1960
- Canthecona Amyot & Serville, 1843
- Cantheconidea Schouteden, 1907
- Cazira Amyot & Serville, 1843[7]
- Cecyrina Walker, 1867
- Cermatulus Dallas, 1851
- Colpothyreus Stål, 1867
- Comperocoris Stål, 1867
- Conquistator Gapon, 2009
- Coryzorhaphis Spinola, 1837[8]
- Damarius Schouteden, 1907
- Dinorhynchus Jakovlev, 1876[9]
- Discocera Laporte, 1833[10]
- Dorycoris Mayr, 1864[11]
- Ealda Walker, 1867
- Eocanthecona Bergroth, 1915
- Euthyrhynchus Dallas, 1851
- Friarius Schouteden, 1907
- Glypsus Dallas, 1851[12]
- Hemallia Bergroth, 1908[13]
- Heteroscelis Latreille, 1829[14]
- Hoploxys Dallas, 1851
- Jalla Hahn, 1832
- Jalloides Schouteden, 1907
- Leptolobus Signoret, 1855[15]
- Macrorhaphis Dallas, 1851
- Marmessulus Bergroth, 1891[16]
- Martinina Schouteden, 1907[17]
- Mecosoma Dallas, 1851
- Montrouzieriellus Kirkaldy, 1908[18]
- Oechalia Stål, 1862[19]
- Oplomus Spinola, 1840[20]
- Ornithosoma Kormilev, 1957
- Parajalla Distant, 1911[21]
- Parealda Schouteden, 1907
- Perillus Stål, 1862[22]
- Picromerus Amyot & Serville, 1843
- Pinthaeus Stål, 1867
- Planopsis Schouteden, 1907
- Platynopiellus Thomas, 1994
- Platynopus Amyot & Serville, 1843
- Podisus Herrich-Schäffer, 1851[23]
- Ponapea
- Pseudanasida Schouteden, 1907
- Rhacognathus Fieber, 1860
- Spockia Roca-Cusachs & Jung, 2019
- Stilbotes Stål, 1871
- Stiretrus Laporte, 1833[24]
- Supputius Distant, 1889
- Troilus Stål, 1867
- Tylospilus Stål, 1870
- Tynacantha Dallas, 1851
- Tyrannocoris Thomas, 1992
- Zicrona Amyot & Serville, 1843